# Kuyayky
Kuyayky es una agrupación de música andina. El repertorio musical de Kuyayky incluye piezas musicales contemporáneas, y fusiones de los períodos prehispánicos y colonial en América Latina, con énfasis en la música del centro de Perú.

## Historia
Kuyayky fue fundada en 1980, en la localidad de Jauja, por el etnomusicólogo José Hurtado Zamudio y por Edda Bonilla Peña, compositora y cantante del conjunto Alma Jaujina. Su nombre proviene de kuyay,  que significa "amar" o "afecto" en quechua.
Luego de su reubicación en Miami, Estados Unidos, la banda ha desarrollado proyectos educativos y de promoción de la música y cultura andina en centros culturales, universidades y escuelas. También colaboran con músicos de varios géneros musicales, que incluyen jazz, bluegrass, rock, punk rock y música folclórica de Europa y América Latina.

## Fundación Kuyayky
La Fundación Kuyayky, una organización no gubernamental, se ha creado con el objetivo de estudiar y promover las músicas y las culturas andinas, tanto en Estados Unidos como en Perú. Su trabajo es reconocido por varias instituciones, entre ellas el Banco Interamericano de Desarrollo, el Instituto Smithsoniano, y el Congreso de la República del Perú.
La fundación ha creado la aplicación para teléfonos móviles Android ImanChay, una herramienta educativa gratuita diseñada para el estudio del quechua sureño.